# Драфт НБА 2016 года
Драфт НБА 2016 года прошёл 23 июня 2016 года, в спортивном комплексе «Барклайс-центр» в Бруклинe. Трансляцию осуществляли ESPN, TSN, ESPN Deportes. Он стал первым, который транслировался компанией The Vertical. Команды НБА выбирали лучших выпускников колледжей, а также других кандидатов, официально зарегистрированных для участия в драфте, в том числе иностранцев. Лотерея проходила в период плей-офф, 17 мая 2016 года. Впервые в истории 15 команд получили драфты именно в таком порядке, в котором закончили предыдущий сезон, а именно «Филадельфия Севенти Сиксерс» с результатом 10 побед и 72 поражения получила первый пик, «Лос-Анджелес Лейкерс» — второй, «Бостон» от «Бруклина» — третий и так далее.
Под первым номером драфта был выбран австралиец Бен Симмонс, лишь второй австралиец, выбранный под первым номером драфта (первым был Эндрю Богут). Впервые на драфте был выбран игрок из Австрии, Якоб Пёлтл. Впервые в первом раунде (после драфта 2005 года) был выбран перспективный игрок, представляющий среднюю школу — Тон Мэйкер. Впервые на драфте НБА был выбран игрок из Ганы — Бен Бентиль. На драфте НБА 2016 года было представлено наибольшее количество французов. Кроме того, драфт стал первым с 2007 года, когда были выбраны сразу два китайских игрока (Чжоу Ци и Ван Чжэлинь). Драфт также собрал рекордное количество перспективных игроков (после драфта 2004 года), не представляющих США — 28 игроков представляли свои страны.

## Драфт лотерея
НБА ежегодно проводит лотерею перед драфтом, чтобы определить порядок выбора на драфте командами, которые не попали в плей-офф в предыдущем сезоне. Каждая команда, которая не попала в плей-офф, имеет шанс выиграть один из трёх первых выборов, однако клубы, показавшие наихудшее соотношение побед к поражениям в прошлом сезоне имеют большие шансы на это. После того, как будут определены первые три выбора, остальные команды будут отсортированы согласно их результатам в предыдущем сезоне. В таблице представлены шансы команд, не попавших в плей-офф, получить номера посева от 1 до 14.
Лотерея драфта была проведена 17 мая 2016 года. «Филадельфия Севенти Сиксерс», которая имела худшую статистику сезона в НБА и наибольший шанс выиграть лотерею, получила право выбирать на драфте первой. Второй пик достался «Лос-Анджелес Лейкерс». Третий пик драфта оказался у «Бостон Селтикс».
| ^ | Цветом выделены результаты лотереи |

| Команды               | Результат в сезоне | Шансы в Лотерее | Выбор | Выбор | Выбор | Выбор | Выбор | Выбор | Выбор | Выбор | Выбор | Выбор | Выбор | Выбор | Выбор | Выбор |
| Команды               | Результат в сезоне | Шансы в Лотерее | 1     | 2     | 3     | 4     | 5     | 6     | 7     | 8     | 9     | 10    | 11    | 12    | 13    | 14    |
| --------------------- | ------------------ | --------------- | ----- | ----- | ----- | ----- | ----- | ----- | ----- | ----- | ----- | ----- | ----- | ----- | ----- | ----- |
| Филадельфия 76ерс     | 10-72              | 250             | .250^ | .215  | .178  | .357  | —     | —     | —     | —     | —     | —     | —     | —     | —     | —     |
| Лос-Анджелес Лейкерс  | 17-65              | 199             | .199  | .188^ | .171  | .319  | .123  | —     | —     | —     | —     | —     | —     | —     | —     | —     |
| Бруклин Нетс1         | 21-61              | 156             | .156  | .157  | .156^ | .226  | .265  | .040  | —     | —     | —     | —     | —     | —     | —     | —     |
| Финикс Санз           | 23-59              | 119             | .119  | .126  | .133  | .099^ | .350  | .161  | .013  | —     | —     | —     | —     | —     | —     | —     |
| Миннесота Тимбервулвз | 29-53              | 88              | .088  | .097  | .107  | —     | .261^ | .360  | .084  | .004  | —     | —     | —     | —     | —     | —     |
| Нью-Орлеан Пеликанс   | 30-52              | 63              | .063  | .071  | .081  | —     | —     | .440^ | .304  | .040  | .001  | —     | —     | —     | —     | —     |
| Нью-Йорк Никс2        | 32-50              | 43              | .043  | .049  | .058  | —     | —     | —     | .599^ | .232  | .018  | .000  | —     | —     | —     | —     |
| Сакраменто Кингз      | 33-49              | 19              | .019  | .022  | .027  | —     | —     | —     | —     | .724^ | .197  | .011  | .000  | —     | —     | —     |
| Денвер Наггетс3       | 33-49              | 19              | .019  | .022  | .027  | —     | —     | —     | —     | —     | .784^ | .143  | .005  | .000  | —     | —     |
| Милуоки Бакс          | 33-49              | 18              | .018  | .021  | .025  | —     | —     | —     | —     | —     | —     | .846^ | .087  | .002  | .000  | —     |
| Орландо Мэджик        | 35-47              | 8               | .008  | .009  | .012  | —     | —     | —     | —     | —     | —     | —     | .907^ | .063  | .001  | .000  |
| Юта Джаз              | 40-42              | 7               | .007  | .008  | .010  | —     | —     | —     | —     | —     | —     | —     | —     | .935^ | .039  | .000  |
| Вашингтон Уизардс4    | 41-41              | 6               | .006  | .007  | .009  | —     | —     | —     | —     | —     | —     | —     | —     | —     | .960^ | .018  |
| Чикаго Буллз          | 42-40              | 5               | .005  | .006  | .007  | —     | —     | —     | —     | —     | —     | —     | —     | —     | —     | .982^ |

1 «Бостон Селтикс» получил драфт-пик первого раунда «Бруклин Нетс» автоматически.

2 «Денвер Наггетс» воспользовался опцией обмена драфт-пиками первого раунда с «Нью-Йорк Никс».

3 «Торонто Рэпторс» получил драфт-пик первого раунда после обмена между «Денвер Наггетс» и «Нью-Йорк Никс».

4 «Финикс Санз» получил драфт-пик первого раунда «Вашингтон Уизардс» потому, что тот был защищен Топ-9.

## Драфт
| РЗ | Разыгрывающий защитник | АЗ | Атакующий защитник | ЛФ | Лёгкий форвард | ТФ | Тяжёлый форвард | Ц | Центровой |

|  | Игроки, выбранные в Зал славы баскетбола                   |
|  | Участники Матча всех звёзд и игроки сборной всех звёзд НБА |
|  | Участники Матча всех звёзд                                 |
|  | Игроки сборной всех звёзд                                  |
|  | Баскетболисты, не игравшие в НБА                           |

| Раунд | Пик | Игрок                 | Позиция | Страна            | Клуб                                                                                  | Колледж/команда                                  |
| ----- | --- | --------------------- | ------- | ----------------- | ------------------------------------------------------------------------------------- | ------------------------------------------------ |
| 1     | 1   | Бен Симмонс           | ЛФ/ТФ   | Австралия         | Филадельфия 76                                                                        | Луизиана (1-й курс)                              |
| 1     | 2   | Брэндон Ингрэм        | ЛФ      | США               | Лос-Анджелес Лейкерс                                                                  | Дьюк (1-й курс)                                  |
| 1     | 3   | Джейлен Браун         | ЛФ      | США               | Бостон Селтикс (от Бруклин)                                                           | Калифорния (1-й курс)                            |
| 1     | 4   | Драган Бендер         | ТФ/Ц    | Хорватия          | Финикс Санз                                                                           | Маккаби (Тель-Авив) (Израиль)                    |
| 1     | 5   | Крис Данн             | РЗ      | США               | Миннесота Тимбервулвз                                                                 | Провиденс (3-й курс)                             |
| 1     | 6   | Бадди Хилд            | АЗ      | Багамские Острова | Нью-Орлеан Пеликанс                                                                   | Оклахома (4-й курс)                              |
| 1     | 7   | Джамал Мюррей         | АЗ      | Канада            | Денвер Наггетс (от Нью-Йорк)                                                          | Кентукки (1-й курс)                              |
| 1     | 8   | Маркес Крисс          | ТФ      | США               | Сакраменто Кингз (обменян в Финикс Санз)                                              | Вашингтон (1-й курс)                             |
| 1     | 9   | Якоб Пёльтль          | Ц       | Австрия           | Торонто Рэпторс (от Денвер через Нью-Йорк)                                            | Юта (2-й курс)                                   |
| 1     | 10  | Тон Мейкер            | ТФ      | Австралия         | Милуоки Бакс                                                                          | Подготовительная школа Орэнджвилль Преп (Канада) |
| 1     | 11  | Домантас Сабонис      | ТФ/Ц    | Литва             | Орландо Мэджик (обменян в Оклахома-Сити Тандер)                                       | Гонзага (2-й курс)                               |
| 1     | 12  | Торин Принс           | ТФ      | США               | Юта Джаз (обменян в Атланта Хокс)                                                     | Бэйлор (4-й курс)                                |
| 1     | 13  | Георгиос Папаяннис    | Ц       | Греция            | Финикс Санз (от Вашингтон, обменян в Сакраменто Кингз)                                | Панатинаикос (Греция)                            |
| 1     | 14  | Дензел Валентайн      | АЗ      | США               | Чикаго Буллз                                                                          | Мичиган Стэйт (4-й курс)                         |
| 1     | 15  | Хуан Эрнангомес       | ЛФ/ТФ   | Испания           | Денвер Наггетс (от Хьюстон)                                                           | Эстудиантес (Испания)                            |
| 1     | 16  | Гершон Ябуселе        | ТФ      | Франция           | Бостон Селтикс (от Даллас)                                                            | Руан (Франция)                                   |
| 1     | 17  | Уэйд Болдуин          | РЗ      | США               | Мемфис Гриззлис                                                                       | Вандербильт (2-й курс)                           |
| 1     | 18  | Генри Элленсон        | ТФ      | США               | Детройт Пистонс                                                                       | Маркетт (1-й курс)                               |
| 1     | 19  | Малик Бизли           | АЗ      | США               | Денвер Наггетс (от Портленд)                                                          | Флорида Стэйт (1-й курс)                         |
| 1     | 20  | Карис Леверт          | АЗ      | США               | Индиана Пэйсерс (Обменян в Бруклин Нетс)                                              | Мичиган (4-й курс)                               |
| 1     | 21  | Деандре Бембри        | ЛФ      | США               | Атланта Хокс                                                                          | Сент-Джозеф (3-й курс)                           |
| 1     | 22  | Малачи Ричардсон      | АЗ      | США               | Шарлотт Хорнетс (Обменян в Сакраменто Кингз)                                          | Сиракьюс (1-й курс)                              |
| 1     | 23  | Анте Жижич            | Ц       | Хорватия          | Бостон Селтикс                                                                        | Цибона (Хорватия)                                |
| 1     | 24  | Тимоте Луваву-Кабарро | АЗ/ЛФ   | Франция           | Филадельфия 76 (от Майами через Кливленд)                                             | Мега Лекс (Сербия)                               |
| 1     | 25  | Брайс Джонсон         | ТФ      | США               | Лос-Анджелес Клипперс                                                                 | Северная Каролина (4-й курс)                     |
| 1     | 26  | Фуркан Коркмаз        | АЗ/ЛФ   | Турция            | Филадельфия 76 (от Оклахома-Сити через Кливленд и Денвер)                             | Анадолу Эфес (Турция)                            |
| 1     | 27  | Паскаль Сиакам        | ТФ      | Камерун           | Торонто Рэпторс                                                                       | Нью-Мексико Стэйт (2-й курс)                     |
| 1     | 28  | Скал Лабиссье         | ТФ/Ц    | Гаити             | Финикс Санз (от Кливленд через Бостон, обменян в Сакраменто Кингз)                    | Кентукки (1-й курс)                              |
| 1     | 29  | Деджонте Мюррей       | РЗ/АЗ   | США               | Сан-Антонио Спёрс                                                                     | Вашингтон (1-й курс)                             |
| 1     | 30  | Дэмиан Джонс          | Ц       | США               | Голден Стэйт Уорриорз                                                                 | Вандербильт (3-й курс)                           |
| 2     | 31  | Дейонта Дэвис         | ТФ/Ц    | США               | Бостон Селтикс (от Филадельфия 76 через Майами, обменян в Мемфис Гриззлис)            | Мичиган Стэйт (1-й курс)                         |
| 2     | 32  | Ивица Зубац           | Ц       | Хорватия          | Лос-Анджелес Лейкерс                                                                  | Мега Лекс (Сербия)                               |
| 2     | 33  | Шейк Диалло           | ТФ/Ц    | Мали              | Лос-Анджелес Клипперс (от Бруклин, обменян в Нью-Орлеан Пеликанс)                     | Канзас (1-й курс)                                |
| 2     | 34  | Тайлер Юлис           | РЗ      | США               | Финикс Санз                                                                           | Кентукки (2-й курс)                              |
| 2     | 35  | Раде Загорац          | АЗ/ЛФ   | Сербия            | Бостон Селтикс (от Миннесота через Нью-Орлеан и Финикс, обменян в Мемфис Гриззлис)    | Мега Лекс (Сербия)                               |
| 2     | 36  | Малькольм Брогдон     | РЗ/АЗ   | США               | Милуоки Бакс (от Нью-Орлеан через Сакраменто)                                         | Виргиния (4-й курс)                              |
| 2     | 37  | Чинану Онуаку         | ТФ/Ц    | США               | Хьюстон Рокетс (от Нью-Йорк через Портленд и Сакраменто)                              | Луисвилл (2-й курс)                              |
| 2     | 38  | Патрик Маккоу         | АЗ/ЛФ   | США               | Милуоки Бакс (обменян в Голден Стэйт Уорриорз)                                        | УНЛВ (2-й курс)                                  |
| 2     | 39  | Давид Мишино          | РЗ      | Франция           | Нью-Орлеан Пеликанс (от Денвер через Филадельфия 76, обменян в Лос-Анджелес Клипперс) | Элан Шалон (Франция)                             |
| 2     | 40  | Даймонд Стоун         | ТФ/Ц    | США               | Нью-Орлеан Пеликанс (от Сакраменто, обменян в Лос-Анджелес Клипперс)                  | Мэриленд (1-й курс)                              |
| 2     | 41  | Стивен Циммерман      | ТФ/Ц    | США               | Орландо Мэджик                                                                        | УНЛВ (1-й курс)                                  |
| 2     | 42  | Айзея Уайтхед         | РЗ/АЗ   | США               | Юта Джаз (обменян в Бруклин Нетс)                                                     | Сетон-Холл Пайрэтс (2-й курс)                    |
| 2     | 43  | Чжоу Ци               | Ц       | Китай             | Хьюстон Рокетс                                                                        | Синьцзян Флаинг Тайгерс (Китай)                  |
| 2     | 44  | Изайя Кординье        | АЗ      | Франция           | Атланта Хокс (от Вашингтон)                                                           | Денен (Франция)                                  |
| 2     | 45  | Деметриус Джексон     | АЗ      | США               | Бостон Селтикс (от Мемфис через Денвер и Даллас)                                      | Нотр-Дам (3-й курс)                              |
| 2     | 46  | Эй Джей Хэммонс       | Ц       | США               | Даллас Маверикс                                                                       | Пердью (4-й курс)                                |
| 2     | 47  | Джейк Лейман          | ЛФ      | США               | Орландо Мэджик (от Чикаго, обменян в Портленд Трэйл Блэйзерс)                         | Мэриленд (4-й курс)                              |
| 2     | 48  | Пауль Ципзер          | АЗ/ЛФ   | Германия          | Чикаго Буллз (от Портленд через Кливленд)                                             | Бавария (Германия)                               |
| 2     | 49  | Майкл Гбинидже        | ЛФ      | Нигерия           | Детройт Пистонс                                                                       | Сиракьюс (4-й курс)                              |
| 2     | 50  | Джорджес Нианг        | ТФ      | США               | Индиана Пэйсерс                                                                       | Айова Стэйт (4-й курс)                           |
| 2     | 51  | Бен Бентил            | ТФ      | Гана              | Бостон Селтикс (от Майами)                                                            | Провиденс (2-й курс)                             |
| 2     | 52  | Джоэль Боломбой       | ТФ/Ц    | Россия            | Юта Джаз (от Бостон через Мемфис)                                                     | Уэбер Стэйт (4-й курс)                           |
| 2     | 53  | Петр Корнели          | ТФ      | Франция           | Денвер Наггетс (от Шарлотт через Оклахома-Сити)                                       | Ле-Ман (Франция)                                 |
| 2     | 54  | Кей Фелдер            | РЗ      | США               | Атланта Хокс (обменян в Кливленд Кавальерс)                                           | Окленд (3-й курс)                                |
| 2     | 55  | Маркус Пейдж          | РЗ      | США               | Бруклин Нетс (от Л. А. Клипперс, обменян в Юта Джаз)                                  | Северная Каролина (4-й курс)                     |
| 2     | 56  | Дэниел Хэмилтон       | АЗ/ЛФ   | США               | Денвер Наггетс (от Оклахома-Сити, обменян в Оклахома-Сити Тандер)                     | Коннектикут (2-й курс)                           |
| 2     | 57  | Ван Чжэлинь           | Ц       | Китай             | Мемфис Гриззлис (от Торонто)                                                          | Фуцзянь Сюньсин (Китай)                          |
| 2     | 58  | Абдель Надер          | ЛФ      | Египет            | Бостон Селтикс (от Кливленд)                                                          | Айова Стэйт (4-й курс)                           |
| 2     | 59  | Айзея Казинс          | РЗ/АЗ   | США               | Сакраменто Кингз (от Сан-Антонио)                                                     | Оклахома (4-й курс)                              |
| 2     | 60  | Тайрон Уоллес         | РЗ      | США               | Юта Джаз (от Голден Стэйт)                                                            | Калифорния (4-й курс)                            |

## Другие известные незадрафтованые игроки
В списке представлены игроки, которые не были выбраны на драфте НБА 2015 года, но сыграли как минимум в одном матче регулярного чемпионата или плей-офф НБА.
| Игрок             | Поз.  | Гражданство  | Университет                 |
| ----------------- | ----- | ------------ | --------------------------- |
| Рон Бэйкер        | АЗ    | США          | Уичита Стэйт (4-й курс)     |
| Йоги Феррелл      | РЗ    | США          | Индиана (4-й курс)          |
| Дориан Финни-Смит | ТФ    | США          | Флорида (4-й курс)          |
| Брин Форбс        | РЗ    | США          | Мичиган Стэйт (4-й курс)    |
| Шелдон Макклелан  | АЗ    | США          | Майами (Флорида) (4-й курс) |
| Дэниел Очефу      | ТФ    | США          | Вилланова (4-й курс)        |
| Тим Квортермен    | РЗ/АЗ | США          | ЛСЮ (3-й курс)              |
| Трой Уильямс      | ЛФ    | США          | Индиана (3-й курс)          |
| Кайл Уилтжер      | ТФ/ЛФ | США · Канада | Гонзага (4-й курс)          |

## Сделки с участием драфт пиков

### Сделки до драфта
1. ↑  

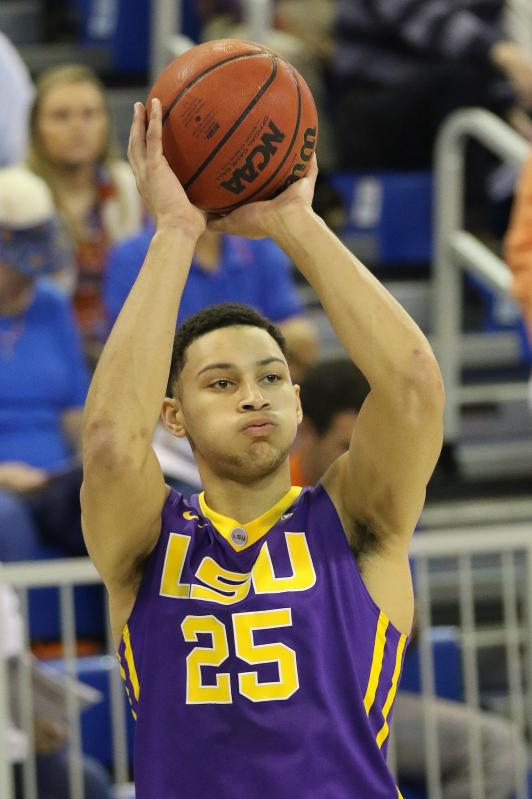
Бен Симмонс был выбран под 1 номером командой «Филадельфия 76ерс».

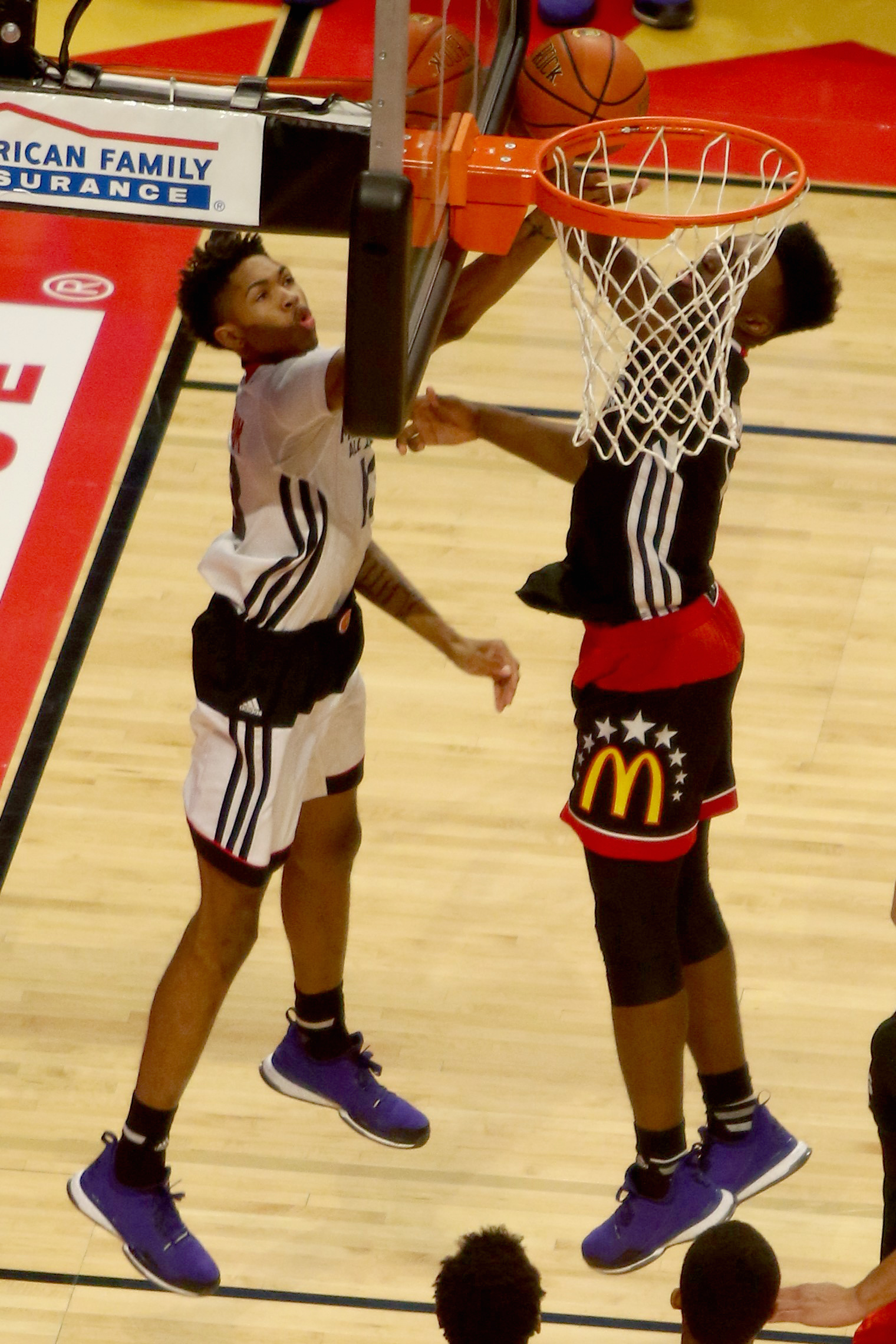
Брэндон Ингрэм (слева) и Джейлен Браун были выбраны под 2 и 3 номерами драфта «Лос-Анджелес Лейкерс» и «Бостон Селтикс» соответственно.

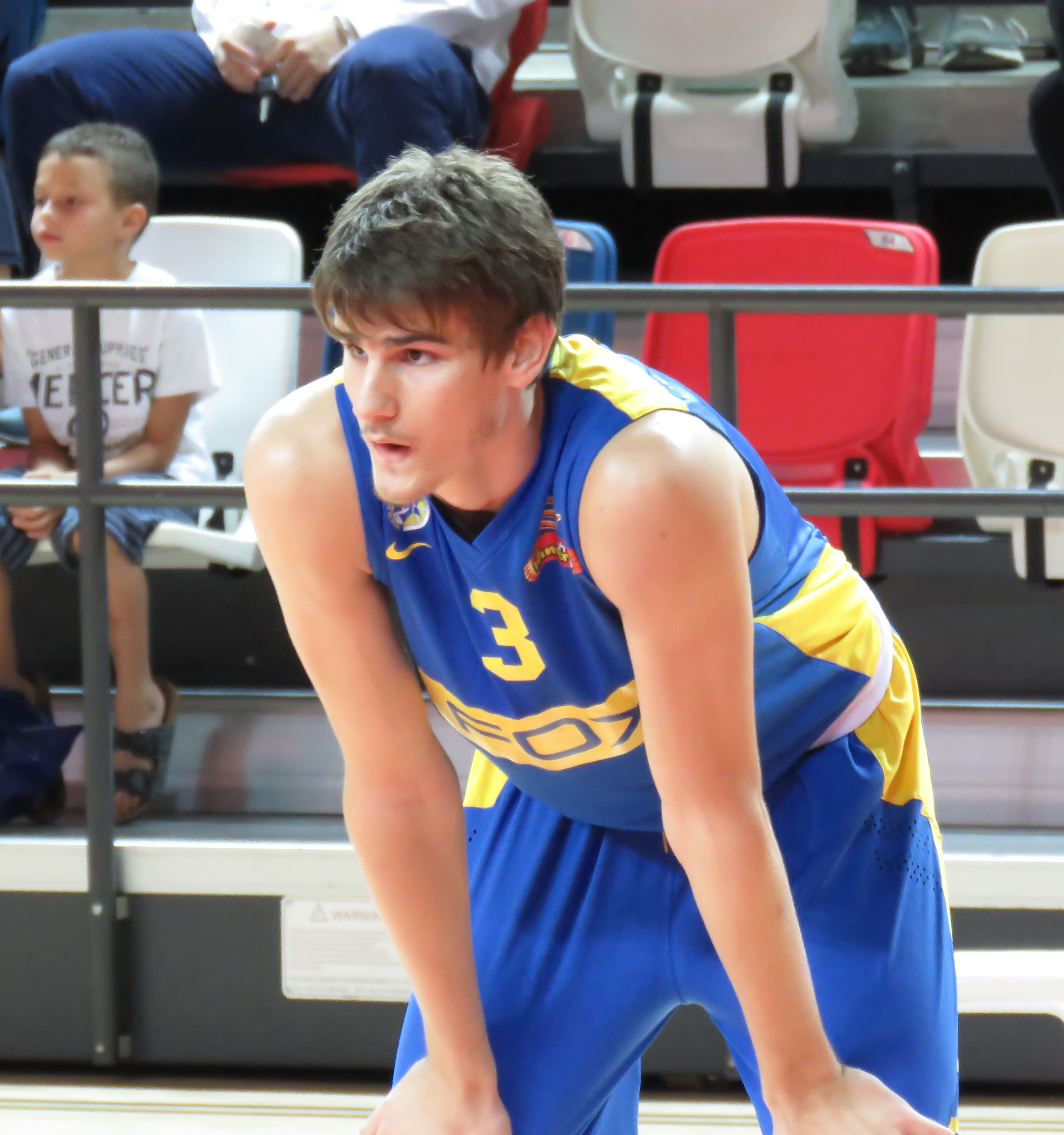
Драган Бендер был выбран 4-м «Финикс Санз».

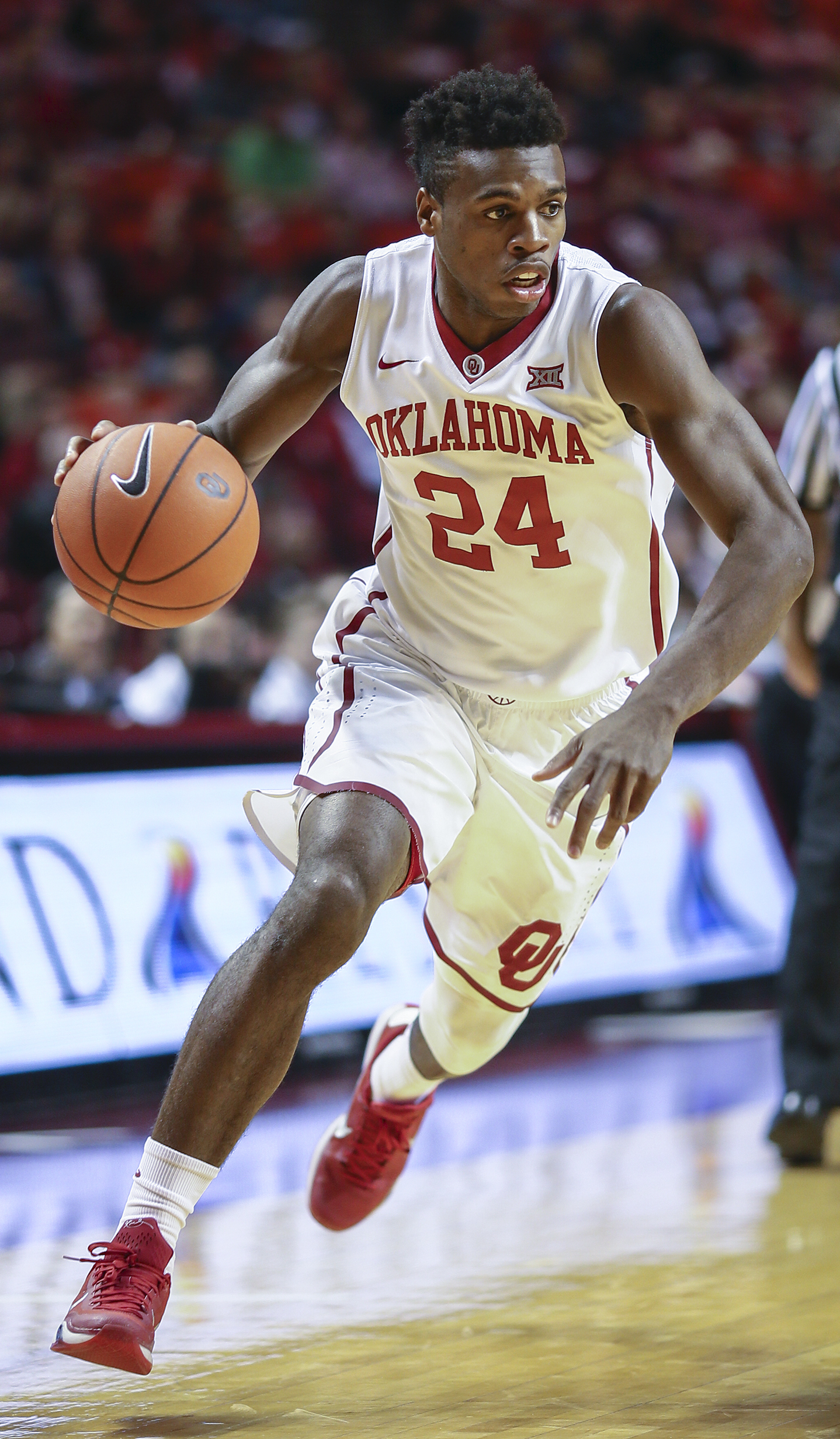
Бадди Хилд был выбран 6-м «Нью-Орлеан Пеликанс».

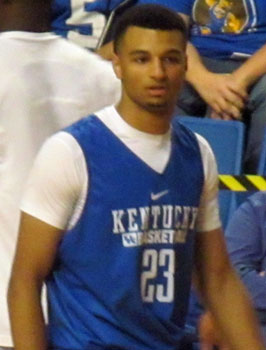
Джамал Мюррей был выбран 7-м «Денвер Наггетс».

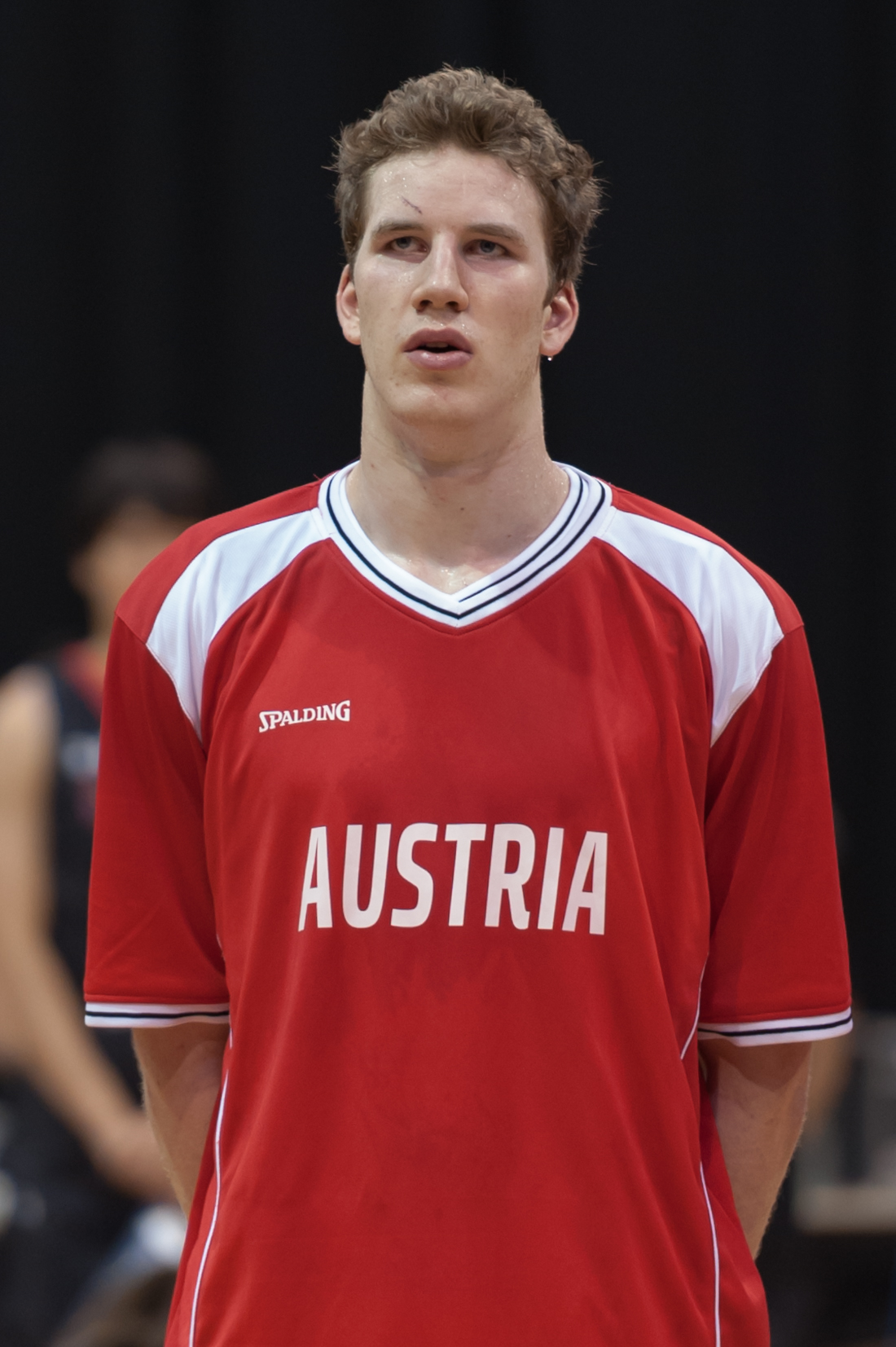
Якоб Пёлтл был выбран 9-м «Торонто Рэпторс».

12 июля 2013: от Бруклин Нетс к Бостон Селтикс[4]
  - Бостон приобрел Крис Хамфрис, Джеральд Уоллес, Маршон Брукс, Кит Боганс, Крис Джозеф, драфт-пик первого раунда 2014 года, драфт-пик первого раунда 2016 года, драфт-пик первого раунда 2018 года и опцию на обмен драфт-пиками первого раунда 2017 года
  - Бруклин приобрел Кевин Гарнетт, Пол Пирс, Джейсон Терри, Ди Джей Уайт
2. ↑  
22 февраля 2011: от Нью-Йорк Никс к Денвер Наггетс (трёхсторонний обмен)[5][6]
  - Денвер получил приобрел Уилсона Чендлера, Рэймонда Фелтона, Данило Галлинари, Тимофея Мозгова, драфт-пик первого раунда 2014 года, драфт-пики второго раунда 2012 и 2013 годов, опцию на обмен драфт-пиками первого раунда 2016 года, и денежное вознаграждение от Нью-Йорка
  - Денвер приобрел Косту Куфоса от Миннесоты
  - Нью-Йорк приобрел Кармело Энтони, Чонси Биллапс, Энтони Картера, Реналдо Бэлкмана и Шелдена Уильямса от Денвера
  - Нью-Йорк приобрел Кори Брюэр из Миннесоты
  - Миннесота получила драфт-пик второго раунда 2015 года от Денвера
  - Миннесота приобрела Энтони Рэндольфа, Эдди Карри и получила денежное вознаграждение от Нью-Йорка
3. ↑  
10 июля 2013: Нью-Йорк Никс to Торонто Рэпторс[7]
  - Торонто приобрел Маркуса Кэмби, Стива Новака, Квентина Ричардсона, драфт-пик первого раунда 2016 года, драфт-пики второго раунда 2014 и 2017 года
  - Нью-Йорк получил Андреа Барньяни
4. ↑  
22 июня 2016: от Юта Джаз к Атланта Хокс (трёхсторонняя сделки с участием Индиана Пэйсерс)[8]
  - Атланта приобрела драфт-пик первого раунда Юты 2016 года
  - Юта приобрела Джорджа Хилла от Индианы
  - Индиана приобрела Джеффа Тига от Атланты
5. ↑  
18 февраля 2016: от Вашингтон Уизардс к Финикс Санз[9][10]
  - Финикс приобрел Криса Хамфриса, Деджуана Блэра и драфт-пик Вашингтона первого раунда 2016 года (с защитой в Топ-9 в 2016 году)
  - Вашингтон получил Маркиффа Морриса
6. ↑  
20 июля 2015: Хьюстон Рокетс to Денвер Наггетс[11]
  - Денвер приобрел Джоуи Дорси, Ника Джонсона, Костаса Папаниколау, Пабло Приджиони, драфт-пик первого раунда 2016 года, и получил денежное вознаграждение.
  - Хьюстон приобрел Тай Лоусона и драфт-пик второго раунда 2017 года
7. 1 2  
18 декабря 2014: Даллас Маверикс to Бостон Селтикс[12]
  - Бостон приобрел Джей Крудера, Джамира Нельсона, Брендона Райта, драфт-пик первого раунда (с комбинированной защитой Топ-3 и выбором между 15-30 пиками в 2015 году, с защитой Топ-7 в 2016 году) и драфт-пик второго раунда 2016 года
  - Даллас приобрел Рэджона Рондо и Дуайта Пауэлла
8. ↑  
19 февраля 2015: от Портленд Трэйл Блэйзерс к Денвер Наггетс[13]
  - Денвер приобрел Уилла Бартона, Виктора Клавера, Томаса Робинсона и драфт-пик первого раунда 2016 года (защищенный Топ-14 в 2016 и 2017 годах)
  - Портленд приобрел Аррона Аффлало и Алонцо Джи
9. ↑  
9 июля 2010: от Майами Хит к Кливленд Кавальерс[14]
  - Кливленд приобрел драфт-пик второго раунда 2011 года, драфт-пик второго раунда 2012 года, драфт-пик первого раунда 2013 года, и условный драфт-пик первого раунда с защитой Топ-10 в 2015 и 2016 годах
  - Майами приобрел Леброна Джеймса

23 августа 2014: от Кливленд Кавальерс к Филадельфия 76 (трёхсторонняя сделка с участием Миннесота Тимбервулвз)[15][16]
  - Филадельфия приобрела Люка Мба а Муте, Алексея Шведа, и получила условный драфт-пик первого раунда Майами
  - Кливленд приобрел Кевина Лава
  - Миннесота приобрела Эндрю Уиггинса, Энтони Беннетта, и Таддеуса Янга
10. ↑  
5 января 2015: от Оклахома-Сити Тандер к Кливленд Кавальерс (трёхсторонняя сделка с участием Нью-Йорк Никс)[17]
  - Кливленд приобрел Имана Шамперта и Джей Ар Смита, условный драфт-пик первого раунда Оклахомы (с защитой Топ-18 в 2015 году,Топ-15 в 2016 году)
  - Оклахома получила Дион Уэйтерс
  - Нью-Йорк получил Лу Амундсона, Алекса Кирка, Лэнса Томаса и драфт-пик второго раунда 2019 года

7 января 2015: от Кливленд Кавальерс к Денвер Наггетс[18]
  - Денвер приобрел условный драфт-пик первого раунда Оклахомы и будущий драфт-пик первого раунда
  - Кливленд приобрел Тимофея Мозгова и драфт-пик второго раунда 2015 года

19 февраля 2015: от Денвер Наггетс к Филадельфия 76[19][20]
  - Филадельфия приобрела Джавейла Макги, права с драфта на Чуквудиебере Мадуабума и условный драфт-пик первого раунда Оклахомы
  - Денвер приобрел права с драфта на Дженка Акьола
11. ↑  
10 июля 2014: Кливленд Кавальерс to Бостон Селтикс (трёхсторонняя сделка с участием Бруклин Нетс)[21]
  - Бостон приобрел Маркуса Торнтона, Тайлера Зеллера, и условный драфт-пик первого раунда Кливленда (с защитой Топ-10 в 2016-2018 годах)
  - Кливленд приобрел права с драфта на Эдина Бавчича, Кристиана Дрейера, Илкана Карамана
  - Бруклин приобрел Джарета Джека и Сергея Карасёва[22]

19 февраля 2015: от Бостон Селтикс к Финикс Санз[23][24]
  - Финикс получил Маркуса Торнтона и условный драфт-пик первого раунда Кливленда
  - Бостон приобрел Айзею Томаса
12. ↑  
28 июня 2012: от Филадельфия 76 к Майами Хит[25][26]
  - Майами приобрел права с драфта на Джастина Хэмилтона и условный драфт-пик первого раунда 2013 года, который конвертировался в драфт-пики второго раунда 2015 и 2016 годов
  - Филадельфия приобрела права с драфта на Арнетта Моултри

15 января 2014: от Майами Хит к Бостон Селтикс (трёхсторонняя сделка с участием Голден Стэйт Уорриорз)[27][28]
  - Бостон приобрел Джоела Энтони, условный драфт-пик первого раунда Филадельфии, драфт-пик второго раунда 2016 года от Майами и получил денежное вознаграждение
  - Майами приобрел Тони Дугласа от Голден Стэйт
  - Голден Стэйт приобрел Джордана Кроуфорда и Маршона Брукса от Бостона
13. 1 2  
11 июля 2012: от Лос-Анджелес Клипперс к Бруклин Нетс[29]
  - Бруклин приобрел Реджи Эванса
  - Л.А. Клипперс получил опцию обмена драфт-пиками второго раунда 2016 года
14. ↑  
13 июля 2012: от Миннесота Тимбервулвз к Нью-Орлеан Хорнетс (сейчас Пеликанс)
  - Нью-Орлеан приобрел право на истекающий контракт Брэда Миллера, драфт-пик второго раунда 2013 года, драфт-пик второго раунда 2016 года
  - Миннесота получила защищенный Топ-55 драфт-пик второго раунда 2017 года

27 июля 2012: от Нью-Орлеан Хорнетс (сейчас Пеликанс) к Финикс Санз (трёхсторонняя сделка с участием Миннесота Тимбервулвз)
  - Финикс приобрел Уэсли Джонсона защищенный драфт-пик первого раунда (Топ-13 для 2013–2014, Топ-12 для 2015–2016), который конвертировались в драфт-пики второго раунда Миннессоты 2016 и 2017 годов
  - Финикс приобрел приобрел право на истекающий контракт Брэда Миллера, право на истекающий контракт Джером Дайсон от Нью-Орлеана
  - Нью-Орлеан приобрел Робина Лопеса, Хакима Уоррика, и получил денежное вознаграждение от Финикса
  - Миннесота получила назад свой драфт-пик второго раунда 2013 года от Нью-Орлеан, и приобреля драфт-пик второго раунда 2016 года от Нью-Орлеана
  - Миннесота получила драфт-пик второго раунда 2014 года от Финикс (через Лос-Анджелес Лейкерс)

9 января 2015: от Финикс Санз к Бостон Селтикс
  - Бостон приобрел защищенный драфт-пик первого раунда (Топ-12 для 2015–2016), который конвертировались в драфт-пики второго раунда Миннессоты 2016 и 2017 годов
  - Финик приобрел Брэндана Райта
15. 1 2 3  
10 июля 2013: от Нью-Орлеан Пеликанс к Сакраменто Кингз (трёхсторонняя сделка с участием Портленд Трэйл Блэйзерс)
  - Сакраменто приобрел драфт-пик второго раунда (с опцией обмена с Нью-Орлеан) и драфт-пик второго раунда 2018 года из Портленд
  - Сакраменто приобрел Грейвиса Васкеса от Нью-Орлеана
  - Нью-Орлеан приобрел Тайрика Эванса от Сакраменто
  - Нью-Орлеан приобрел права с драфта на Джеффа Уити от Портленда
  - Портленд приобрел Робина Лопеса и Террела Харриса из Нью-Орлеан

13 июля 2013: от Сакраменто Кингз к Милуоки Бакс
  - Сакраменто приобрел Люка Мба-А-Муте
  - Милуоки приобрел драфт-пик второго раунда с правом выбора обмена между Сакроменто и Нью-Орлеаон, опцию обмена драфт-пиками второго раунда, будущие компенсации
16. ↑  
15 июля 2012: от Нью-Йорк Никс к Портленд Трэйл Блэйзерс
  - Портленд приобрел Джареда Джеффриса, Дана Гадзурича,права с драфта на Костаса Папаниколау и Георгиоса Принтезиса, и драфт-пик второго раунда 2016 года
  - Нью-Йорк приобрел Рэймонда Фелтона и Курта Томаса

10 июля 2013: от Портленд Трэйл Блэйзерс к Сакраменто Кингз (Трёхсторонняя сделка с участием Нью-Орлеан Пеликанс)
  - Сакраменто приобрел драфт-пик второго раунда (с опцией обмена с Нью-Орлеан) и драфт-пик второго раунда 2018 года из Портленд
  - Сакраменто приобрел Грейвиса Васкеса от Нью-Орлеана
  - Нью-Орлеан приобрел Тайрика Эванса от Сакраменто
  - Нью-Орлеан приобрел права с драфта на Джеффа Уити от Портленда
  - Портленд приобрел Робина Лопеса и Террела Харриса из Нью-Орлеан

17 сентября 2014: от Сакраменто Кингз к Хьюстон Рокетс[30]
  - Хьюстон приобрел Джейсона Терри, драфт-пик второго раунда 2015 года, драфт-пик второго раунда 2016 года
  - Сакраменто приобрел Алонзо Джи и Скотти Хопсона, и торговое исключение
17. ↑  
14 декабря 2011: от Нью-Орлеан Хорнетс (сейчас Нью-Орлеан Пеликанс) к Лос-Анджелес Клипперс[31]
  - Л. А. Клипперс приобрел Криса Пола, драфт-пик второго раунда 2015 года, драфт-пик второго раунда 2016 года
  - Нью-Орлеан приобрел Эрика Гордона, Криса Камана, Аль-Фарука Амину, и драфт-пик первого раунда 2015 года

15 марта 2012: от Лос-Анджелес Клипперс к Вашингтон Уизардс (трёхсторонняя сделка с участием Денвер Наггетс)[32]
  - Вашингтон приобрел Брайана Кука и драфт-пик Нью-Орлеана второго раунда 2015 года от Л. А. Клипперс
  - Вашингтон приобрел Нене от Денвера
  - Л. А. Клипперс приобрел Ника Янга от Вашингтона
  - Денвер приобрел Джавейла Макги и Ронни Тюриафа от Вашингтона

20 февраля 2014: от Вашингтон Уизардс к Филадельфия 76 (трёхсторонняя сделка с участием Денвер Наггетс)[33][34]
  - Филадельфия приобрела Эрика Мэйнора и драфт-пик Нью-Орлеана второго раунда 2015 года от Вашингтона
  - Филадельфия приобрела драфт-пик второго раунда 2016 года от Денвера
  - Вашингтон приобрел условный драфт-пик второго раунда от Филадельфии
  - Вашингтон приобрел Андре Миллера от Денвера
  - Денвер приобрел Яна Веселы от Вашингтона

24 декабря 2015: от Филадельфия 76 к Нью-Орлеан Пеликанс[35]
  - Филадельфия приобрела Иша Смита
  - Нью-Орлеан приобрел два будущих драфт-пика второго раунда
18. ↑  
10 июля 2013: от Сакраменто Кингз к Нью-Орлеан Пеликанс (трёхсторонняя сделка с участием Портленд Трэйл Блэйзерс)
  - Сакраменто приобрел драфт-пик второго раунда (с опцией обмена с Нью-Орлеан) и драфт-пик второго раунда 2018 года из Портленд
  - Сакраменто приобрел Грейвиса Васкеса от Нью-Орлеана
  - Нью-Орлеан приобрел Тайрика Эванса от Сакраменто
  - Нью-Орлеан приобрел права с драфта на Джеффа Уити от Портленда
  - Портленд приобрел Робина Лопеса и Террела Харриса от Нью-Орлеана
19. ↑  
25 июня 2015: от Вашингтон Уизардс к Атланта Хокс
  - Вашингтон получил права с драфта на 15-й пик Келли Обри
  - Атланта получила права с драфта на 19-й пик Джериана Гранта, драфт-пик второго раунда 2016 года, драфт-пик второго раунда 2019 года
20. ↑  
7 августа 2009: от Мемфис Гриззлис к Денвер Наггетс
  - Денвер получил драфт-пик второго раунда 2016 года с защитой Топ-55 (Мемфис снял защиту, когда приобрел Ника Калатеса в обмене 2013 года) и торговое исключение
  - Мемфис приобрел Стивена Хантера, защищенный драфт-пик первого раунда 2010 года, и денежное вознаграждение

13 декабря 2011: от Денвер Наггетс к Даллас Маверикс
  - Даллас приобрел драфт-пик второго раунда 2016 года с защитой Топ-55 (Мемфис снял защиту в обмене 2013 года)
  - Денвер приобрел Руди Фернандеса и Кори Брюэра

18 декабря 2014: от Даллас Маверикс к Бостон Селтикс
  - Бостон приобрел Джей Крудера, Джамира Нельсона, Брендона Райта, драфт-пик первого раунда (с комбинированной защитой Топ-3 и выбором между 15-30 пиками в 2015 году, с защитой Топ-7 в 2016 году) и драфт-пик второго раунда 2016 года
  - Даллас приобрел Рэджона Рондо и Дуайта Пауэлла
21. ↑  
14 июля 2014: от Чикаго Буллз к Орландо Мэджик
  - Орландо приобрел Энтони Рэндольфа, драфт-пик второго раунда 2015 года, драфт-пик второго раунда 2016 года (с опцией обмена с Портленд)
  - Чикаго получил права с драфта на Милована Раковича
22. ↑  
27 июня 2013: от Портленд Трэйл Блэйзерс к Кливленд Кавальерс
  - Портленд приобрел права с драфта на Аллена Крэбба
  - Кливленд приобрел драфт-пик второго раунда 2015 года и драфт-пик второго раунда 2016 года

6 января 2014: от Кливленд Кавальерс к Чикаго Буллз
  - Чикаго приобрел права с драфта на Эндрю Байнама, условный драфт-пик Сакраменто первого раунда, опцию на обмен драфт-пиками первого раунда 2015 года , драфт-пик Портленда второго раунда 2015 года и драфт-пик Портленда второго раунда 2016 года
23. ↑  
15 января 2014: от Майами Хит к Бостон Селтикс (трёхсторонняя сделка с участием Голден Стэйт Уорриорз)
  - Бостон приобрел Джоела Энтони, драфт-пик второго раунда 2016 года от Майами
  - Бостон приобрел условный драфт-пик первого раунда Филадельфии 2015 года, который конвертировался драфт-пики второго раунда 2015 и 2016 годов
  - Майами приобрел Тони Дугласа от Голден Стэйт
  - Голден Стэйт приобрел Джордана Кроуфорда и Маршона Брукса от Бостона
24. ↑  
7 января 2014: от Бостон Селтикс к Мемфис Гриззлис (трёхсторонняя сделка с участием Оклахома-Сити Тандер)
  - Мемфис приобрел Кортни Ли и драфт-пик второго раунда 2016 года от Бостона
  - Мемфис получил денежное вознаграждение от Оклахома-Сити
  - Бостон приобрел Джеррид Бэйлесс от Мемфмса
  - Бостон приобрел Райана Гомеса от Оклахома-Сити
  - Оклахома-Сити приобрела условный драфт-пик второго раунда 2014 года и драфт-пик второго раунда 2017 года от Мемфмса

26 июня 2014: от Мемфис Гриззлис к Юта Джаз
  - Юта приобрела драфт-пик второго раунда 2016 года после обмена между Бостон Селтикс и Торонто Рэпторс от Мемфмса
  - Мемфис приобрел права с драфта на Джарнелла Стоукса от Юты
25. 1 2  
25 июня 2015: от Шарлотт Хорнетс к Оклахома-Сити Тандер
  - Оклахома-Сити приобрела Люка Риднура и защищенный выбором 55-60 драфт-пик второго раунда 2016 года от Шарлотт
  - Шарлотт приобрела Джереми Лэмба от Оклахома-Сити

18 февраля 2016: от Оклахома-Сити Тандер к Денвер Наггетс
  - Денвер приобрел Ди Джея Огастина, Стива Новака, два драфт-пика второго раунда 2016 года, денежное вознаграждение от Оклахома-Сити
  - Оклахома-Сити приобрела Рэнди Фой
26. ↑  
9 июля 2009 : от Торонто Рэпторс к Мемфис Гриззлис (четырёхсторонняя сделка с участием Орландо Мэджик и Даллас Маверикс)
  - Мемфис приобрел драфт-пик второго раунда 2016 года и получил денежное вознаграждение от Торонто
  - Мемфис приобрел Джерри Стэкхауза от Далласа
  - Торонто приобрел Хедо Туркоглу от Орланда
  - Торонто приобрел Девиана Джорджа и Антуана Райта from Dallas
  - Орландо получил денежное вознаграждение от Торонто и Далласа
  - Даллас приобрел Шона Мэриона, Криса Хамфриса, Натана Джаваи от Торонто
  - Даллас приобрел Грега Бакнера от Мемфиса
27. ↑  
25 сентября 2014: от Кливленд Кавальерс к Бостон Селтикс
  - Бостон приобрел Дуайта Пауэлла, Джона Лукаса, Малькольма Томаса, Эрика Мёрфи, драфт-пик второго раунда 2016 года, драфт-пик второго рунда 2017 года и торговое исключение от Кливленда
  - Кливленд приобрел Кит Боганс, Топ-55 защищенный драфт-пик второго раунда 2015 года, Топ-55 защищенный драфт-пик второго раунда 2017 года от Бостона
28. ↑  
9 июля 2015: от Сан-Антонио Спёрс к Сакраменто Кингз
  - Сакраменто приобрел драфт-пик второго раунда 2016 года от Сан-Антонио
  - Сан-Антонио приобрел Рэя Маккаллума от Сакроменто
29. ↑  
10 июля 2013: от Голден Стэйт Уорриорз к Юта Джаз (трёхсторонняя сделка с участием Денвер Наггетс)
  - Юта приобрела Андриса Биедриньша, Брендона Раша, Ричарда Джефферсона, драфт-пик первого раунда 2014 года, драфт-пик первого раунда 2017 года, драфт-пик второго раунда 2016 года, драфт-пик второго раунда 2017 года, и получила денежное вознаграждение от Голден Стэйт
  - Юта приобрела драфт-пик второго раунда 2018 года от Денвера
  - Голден Стэйт приобрел Кевина Мёрфи от Юты
  - Голден Стэйт приобрел Андре Игудала от Денвера
  - Денвер приобрел драфт-пик второго раунда 2018 года от Голден Стэйт
  - Денвер приобрел Рэнди Фой от Юты

### Сделки во время драфта
1. 1 2 3  
23 июня 2016: от Сакраменто Кингз к Финикс Санз
  - Финикс получил драфт-пик первого раунда Сакраменто (№ 8)
  - Сакраменто получил два драфт-пика первого раунда Финикса (№ 13 и 28), драфт-пик второго раунда 2020 года, права с драфта на Богдана Богдановича
2. ↑  
23 июня 2016: от Орландо Мэджик к Оклахома-Сити Тандер
  - Оклахома приобрела драфт-пик Орландо первого раунда 2016 года, Виктора Оладипо, и Эрсана Ильясову
  - Орландо получила Сержа Ибаку
3. ↑  
23 июня 2016: от Индиана Пэйсерс к Бруклин Нетс
  - Бруклин получил драфт-пик первого раунда 2016 года и будущий драфт-пик второго раунда
  - Индиана получила Таддеуса Янга
4. ↑  
23 июня 2016: от Шарлотт Хорнетс к Сакраменто Кингз
  - Сакроменто получил драфт-пик первого раунда 2016 года
  - Шарлотт приобрел Марко Белинелли
5. 1 2  
23 июня 2016: от Бостон Селтикс к Мемфис Гриззлис
  - Мемфис приобрел права с драфта на пик № 31 (Дэвис) и пик № 35 (Загорац)
  - Бостон получил драфт-пик первого раунда 2019 года
6. 1 2 3  
23 июня 2016: от Лос-Анджелес Клипперс к Нью-Орлеан Пеликанс
  - Нью-Орлеан приобрел права с драфта на пик № 33 (Диалло)
  - Л.А. Клипперс приобрел права с драфта на пик № 39 (Мишино) и пик № 40 (Стоун)
7. ↑  
23 июня 2016: от Милуоки Бакс к Голден Стэйт Уорриорз
  - Голден Стэйт получил приобрел права с драфта на 38-й пик (Маккоу)
  - Милуоки получила денежное вознаграждение
8. 1 2  
23 июня 2016: от Юта Джаз к Бруклин Нетс
  - Бруклин приобрел права с драфта на пик № 42 (Уайтхед)
  - Юта приобрела права с драфта на пик №55 (Пейдж) и получила денежное вознаграждение
9. ↑  
23 июня 2016: от Орландо Мэджик к Портленд Трэйл Блэйзерс
  - Портленд приобрел права с драфта на пик № 47 (Лейман)
  - Орландо приобрел драфт-пик второго раунда 2019 года и получил денежное вознаграждение
10. ↑  
23 июня 2016: от Атланта Хокс в Кливленд Кавальерс
  - Кливленд приобрел права с драфта на пик № 54 (Фелдер)
  - Атланта получила денежное вознаграждение
11. ↑  
23 июня 2016: от Денвер Наггетс к Оклахома-Сити Тандер
  - Оклахома-Сити приобрела права с драфта на пик № 56 (Хэмилтон)
  - Денвер получил денежное вознаграждение

## Комментарий
1. 1 2  Драган Бендер и Ивица Зубац родились в Боснии и Герцеговине, но они представляют Хорватию на международных соревнованиях.
2. ↑  Мейкер родился в части Судан, которая стала позже территорией Южного Судана, но позже он переехал в Австралию.
3. ↑  Сабонис имеет гражданство Литвы и США, но представлял Литву на молодежных первенствах
4. ↑  Мишино родился в Гваделупе, которая одновременно является регионом и заморским департаментом Франции в Вест-Индии, в восточной части Карибского моря.
5. ↑  Майкл Гбинидже родился в США, но представляет Нигерию на международных соревнованиях с 2015 года.